# Телчарка
Телча́рка (болг. Телчарка) — село в Кирджалійській області Болгарії. Входить до складу общини Джебел.

## Населення
За даними перепису населення 2011 року у селі проживали 84 особи.
Національний склад населення села:
| Національність   | Кількість осіб | Відсоток |
| ---------------- | -------------- | -------- |
| турки            | 81             | 96,4%    |
| болгари          | 3              | 3,6%     |
| цигани           | 0              | 0%       |
| інша             | 0              | 0%       |
| не визначились   | 0              | 0%       |
| Всього відповіли | 84             |          |

Розподіл населення за віком у 2011 році:
Динаміка населення: